# Joaquín Maciel y Lacoizqueta
Joaquín Maciel y Lacoizqueta o bien Joaquín Maciel de Lacoizqueta o simplemente Joaquín Maciel (Santa Fe, gobernación del Río de la Plata, 20 de junio de 1729 – ib., Virreinato del Río de la Plata, 2 de junio de 1780) era un hidalgo hispano-criollo, además de conquistador, poblador, hacendado, comerciante y funcionario, que fuera nombrado como teniente de gobernador de Santa Fe desde 1766 hasta 1771, y ejerciendo su cargo fue asignado muy a su pesar por el gobernador Bucareli como comisionado para cumplir la Pragmática Sanción de 1767 de expulsión de los jesuitas del Imperio español, por lo cual le tocó ejecutar en su jurisdicción el destierro de los mismos.

## Biografía hasta el retorno al Río de la Plata

### Origen familiar y primeros años
Joaquín Maciel y Lacoizqueta había nacido el 20 de junio de 1729 en la ciudad de Santa Fe, capital de la tenencia de gobierno homónima que era una división administrativa dentro de la gobernación del Río de la Plata, y esta a su vez, una entidad autónoma dentro del Virreinato del Perú.
Era hijo del alcalde Manuel Maciel y Cabral de Alpoin y de su esposa Rosa de Lacoizqueta y Martínez del Monje, y por ende, era nieto materno del teniente de gobernador Juan de Lacoizqueta, bisnieto materno del alcalde santafesino Francisco Martínez del Monje y paterno del teniente de gobernador Manuel Cabral de Melo y Alpoin, que era un fidalgo portugués, y un descendiente de Álvaro II Martins Homem da Câmara "el Nieto", III capitán donatario de Praia en la isla Terceira de las Azores, desde 1520 hasta 1535.

### Estudios en Santa Fe y en Santiago de Chile
Joaquín Maciel hizo sus estudios primarios en el colegio de los franciscanos y los estudios superiores en la ciudad de Santiago de Chile, capital de la capitanía general homónima que formaba parte como otra entidad autónoma dentro del virreinato peruano.

## Teniente de gobernador de Santa Fe y deceso

### Alcalde y nombramiento como teniente de gobernador
Al regresar a la gobernación del Río de la Plata, Maciel fue elegido como alcalde de segundo voto de la ciudad de Santa Fe en el año 1755, y su primo materno Bartolomé de Lacoizqueta (n. Santa Fe, 1731) —ambos era nietos materno y paterno respectivamente del teniente de gobernador santafesino Juan de Lacoizqueta y de su esposa María Martínez del Monje y Pessoa Figueroa— fue elegido como procurador del cabildo.
En el puesto alcalde de primer voto fue designado Pedro Florentino de Urizar y los cargos de alcalde de hermandad de Pagos de los Arroyos fue ocupado por Francisco Páez y como alcalde de hermandad de Paraná por Francisco de la Mota Botella. En el año 1756 Maciel fue asignado en el cargo de protector de naturales.
Posteriormente Joaquín Maciel y Lacoizqueta fue nombrado como teniente de gobernador, justicia mayor y capitán a guerra de Santa Fe por auto firmado por el gobernador rioplatense Francisco de Paula Bucarelli el 1.º de diciembre de 1766.

### Expulsión de los jesuitas del Imperio español
En el mes de marzo de mismo año aconteció en España el motín de Esquilache que se inició en Madrid consecuente a una crisis de subsistencias debido a un alza muy pronunciada del precio del pan —que había sido motivada por las malas cosechas y por la aplicación de un decreto en 1765 que liberalizaba el mercado de grano y eliminaba los precios máximos— y que halló como escusa de la revuelta a un decreto de Leopoldo de Gregorio, marqués de Vallesantoro y de Esquilache, quien fuera en ese entonces el secretario de Hacienda del reino.

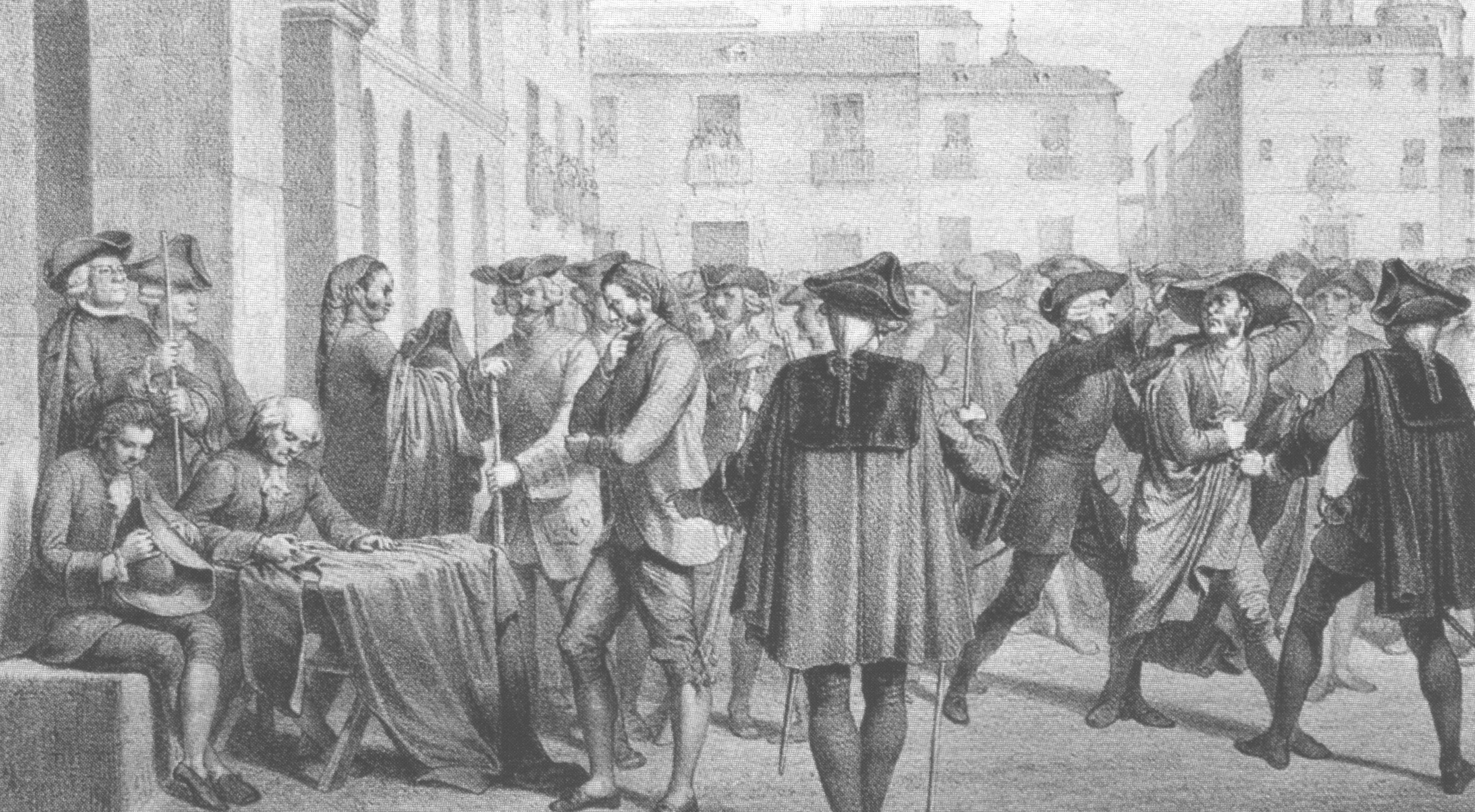
Los madrileños que cambiaron su capa larga y el sombrero chambergo por la capa corta y el sombrero de tres picos (en un grabado de los momentos previos al motín de Esquilache de 1766).

Dicho marqués pretendía reducir la criminalidad con actuaciones de renovación urbana como ser la limpieza de calles, el alcantarillado, el alumbrado público nocturno, la prohibición del uso de capas largas y sombreros grandes, ya que estos últimos ocultaban armas, productos de contrabando y rostros.
El rey Carlos III de España apaciguó la revuelta prometiendo la anulación del decreto, la destitución del Marqués de Esquilache y el abaratamiento del precio del pan, pero solo tuvo un efecto momentáneo ya que el motín se había extendido a otras ciudades y regiones de la península como ser Zaragoza, Elche, Crevillente y Guipúzcoa, entre otros lugares, en donde los motines se convirtieron en revueltas antiseñoriales.
El antijesuita Pedro Rodríguez de Campomanes quien fuera el fiscal del Consejo de Castilla fue encargado de abrir una investigación secreta para descubrir quiénes habían sido los principales instigadores de los motines, por lo cual dirigió su atención hacia los jesuitas a partir de la evidencia de la participación de algunos de ellos en la revuelta y con la documentación acumulada de dudoso origen y de escasa probanza que solo podría acusar a individuos aislados, elaboró su dictamen que presentó en enero de 1767 y en el que acusó a los jesuitas de ser los responsables de los motines con los que pretendían cambiar la forma de gobierno.
Pedro Pablo Abarca de Bolea, X conde de Aranda, quien fuera el presidente del mismo, formó un consejo extraordinario que emitió una consulta en la que consideraba probada la acusación y proponía la expulsión de los jesuitas de España y sus dominios pero el rey para tener mayor seguridad convocó una junta especial presidida por Fernando de Silva y Álvarez de Toledo, XII duque de Alba, e integrada por los cuatro secretarios de estado como ser el entonces marqués genovés Pablo Jerónimo Grimaldi y Pallavicini, Miguel de Múzquiz y Goyeneche, Manuel de Roda y Arrieta y Juan Gregorio de Muniain, y quienes ratificaron lo propuesta de expulsión y recomendaron al soberano no dar explicaciones sobre los motivos.
Tras la aprobación del rey, a lo largo del mes de marzo del mismo año, el Conde de Aranda dispuso con la máxima discreción todos los preparativos de expulsión, que fuera aprobada por la gran mayoría de las autoridades eclesiásticas en una carta que se había enviado a los cincuenta y seis obispos españoles, por lo que el 2 de abril de 1767 las ciento cuarenta y seis casas jesuitas fueron rodeadas por los soldados reales, comunicándoles la orden de expulsión contenida en la Pragmática Sanción, dando como consecuencia la expulsión de España de unos 2.641 jesuitas que fueron acogidos por la isla de Córcega, perteneciente entonces a la República de Génova.

### Destierro jesuítico de la jurisdicción santafesina

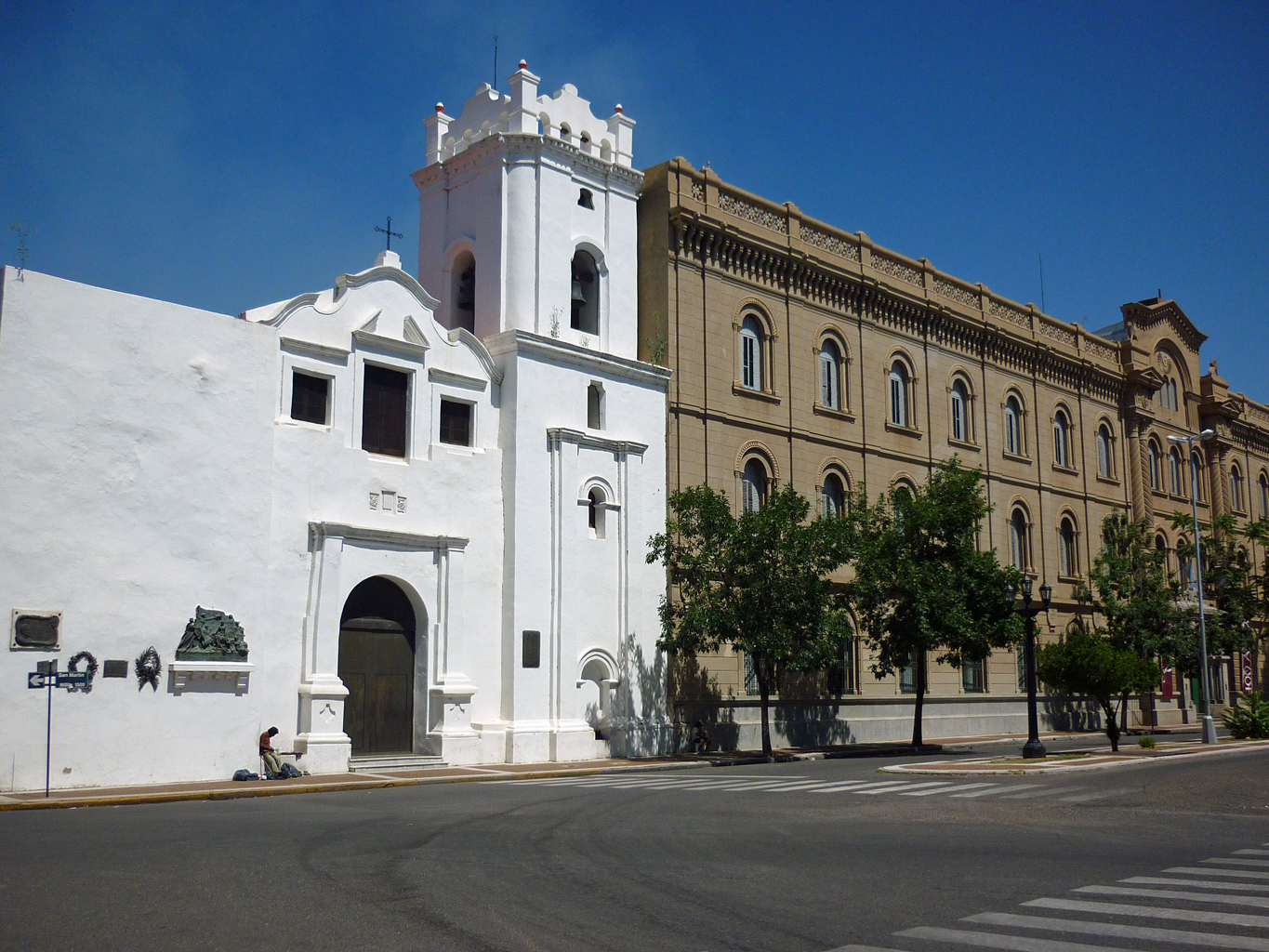
La «Manzana Jesuítica» de la ciudad de Santa Fe, constituida por la iglesia de la Merced y el colegio de la Inmaculada Concepción (considerado el primero y más antiguo de la Argentina).

El teniente de gobernador Joaquín Maciel, como comisionado del gobernador Bucareli, debió cumplir en su territorio jurisdiccional rioplatense el real decreto en el cual el soberano ordenaba la expulsión de los jesuitas del Imperio español, en donde finalmente serían un total de 2.630 clérigos de las Indias de la Compañía de Jesús.
Dicho decreto que se ejecutó en Santa Fe en el mes de julio del mismo año, reveló a través de los inventarios de las «temporalidades» llevados a cabo, la inmensa riqueza acumulada por la Orden jesuita, como ser iglesias, estancias, solares, talleres, ganados, mercaderías, mobiliarios, bibliotecas, alhajas, entre otras cosas. Hubo personas adeptas a los mismos que trataron de cooperar en ocultaciones y traspasos, y por ello, los inventarios se llevaron a cabo en forma deficiente, además de haber demasiado desorden en la administración de las haciendas y caudales, sumado a la dispersión de esclavos, títulos de tierras e irregularidades en las ventas.
Todo esto le provocó a Maciel amargos sinsabores y quebrantos en su fortuna a causa de las sospechas de que él pudiera ser parcial en favor de los jesuitas al llevarlas a cabo como comisionado, ya que se le acusó de ocultar bienes en provecho de los mismos clérigos y de la defraudación en los resultados de las ventas, aunque ninguna de las acusaciones pudiese ser probada ya que la sentencia del pleito que se le inició concluyó que había procedido en todo correctamente, y así lo expresaba el gobernador Bucareli en carta que dirigió al Conde de Aranda. El proceso motivó grandes divergencias y división de los ánimos en el territorio santafecino.
En 1768 la isla genovesa que los había acogido, cayó en poder del Reino de Francia —en donde la Orden jesuita estaba prohibida desde 1762 bajo la administración del Duque de Choiseul por la polémica entre estos y los jansenistas, y en el vecino Reino de Portugal desde 1759, promovido por el Marqués de Pombal que los acusaba de instigar un atentado contra su soberano— lo que obligó finalmente al papa Clemente XIII a admitirlos en los Estados Pontificios, adonde Carlos III les asignaría dinero, obtenido de la venta de alguno de sus bienes.

### Malones aborígenes y campañas militares

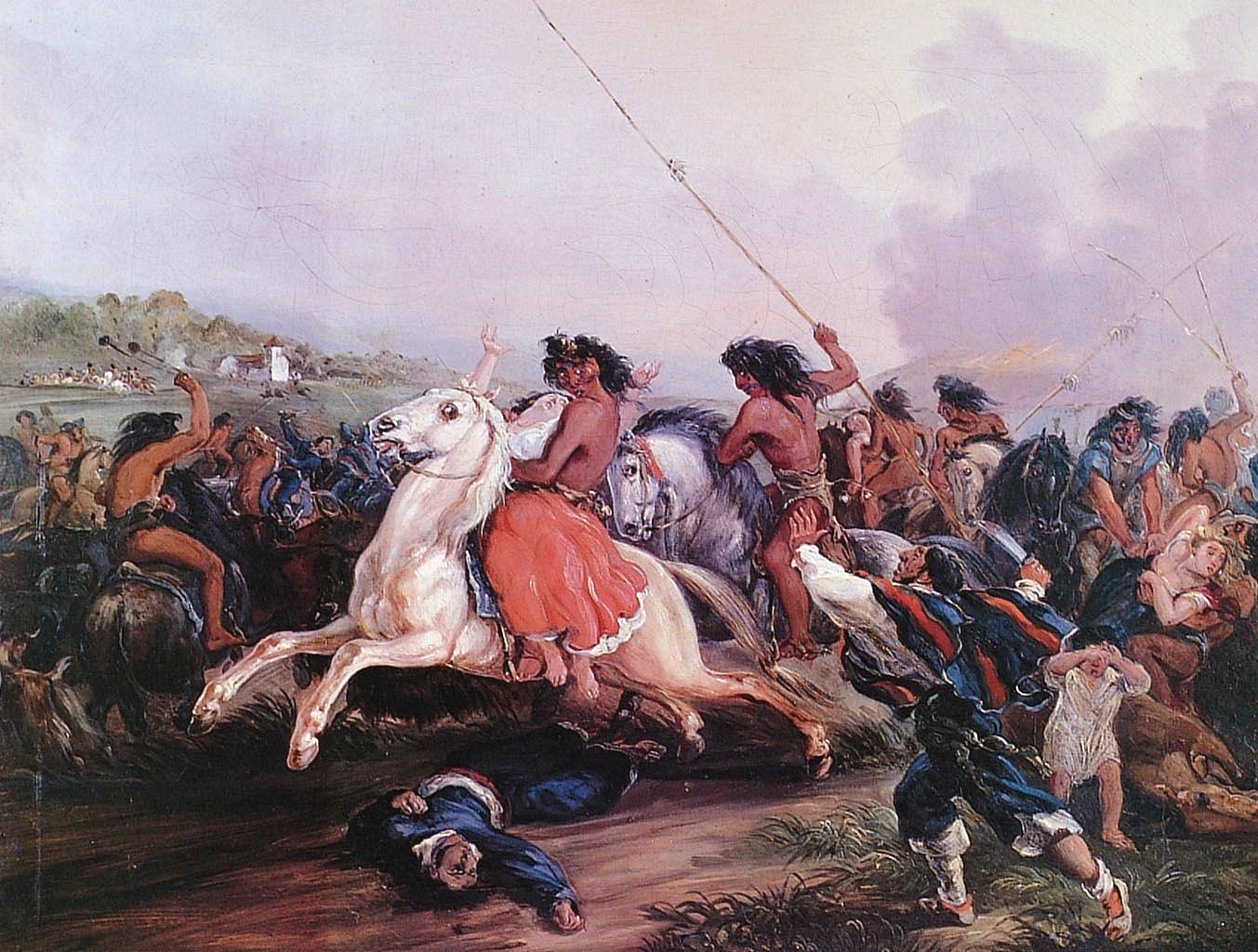
"El malón" mapuche (de Mauricio Rugendas).

Con el nombramiento de Joaquín Maciel como maestre de campo general de la gobernación en 1769, surgió la rebelión de los aborígenes pehuenches en la parte meridional de la Capitanía General de Chile, inclusive a su otro lado de la cordillera de los Andes en donde entonces tenía el corregimiento de Cuyo —el cual en 1776 pasaría a la jurisdicción del nuevo virreinato rioplatense— por lo cual Maciel obtuvo el mando de una importante expedición militar para evitar que dicha rebelión se propagara hacia el Río de la Plata y combatir a los aborígenes pampas mapuchizados que mediante malones asolaban a las estancias fronterizas.
Maciel comandando las tropas logró ahuyentar a los aborígenes, consiguiendo así el éxito esperado, gracias a su habilidad y pericia con que llevó la campaña. De esta forma se fijaron las fronteras con guarniciones defensoras que se destacarían en los parajes y futuros fuertes de Melincué, Pavón e India Muerta.

### Fin del mandato y supresión papal de la Orden jesuita
Los enemigos de Maciel, que habían utilizado el pretexto de que beneficiaba a los jesuitas, lograrían finalmente el triunfo de alejarlo del gobierno en el año 1771.
La supresión de la Compañía de Jesús fue decretada en 1773 por dicho Papa de la Iglesia católica, a causa de la presión que ejercieran sobre el mismo los principales soberanos de ese credo, y principalmente por el rey Carlos III de España.

### Fallecimiento

El Virreinato del Río de la Plata en 1783 (creado en 1776, luego de ser separado del gran Virreinato del Perú).
Además se le había adjudicado las islas luso-africanas de Fernando Poo y Annobón desde 1778 hasta 1782, reducciones chaqueñas del Bermejo (hasta 1793), la intendencia de Puno (hasta 1796), el corregimiento de Arica (hasta 1784), Misiones Orientales (hasta 1801), litoral del Pacífico atacameño (hasta 1803, en que volvió al Virreinato del Perú, y desde 1813 a 1826, año que pasó a Bolivia), desierto y Puna de Atacama (ambos hasta 1826), Patagonia oriental (en forma efectiva solo en la costa atlántica desde 1779) y la comandancia de las Islas Malvinas.
La Capitanía General de Chile era una dependencia autónoma del virreinato peruano que desde 1733 pasó a tener una ceca propia, y definitivamente desde el 15 de mayo de 1798 pasaría a ser una entidad colonial separada.

Finalmente el maestre de campo Joaquín Maciel y Lacoizquieta fallecería el 2 de junio de 1780 en la ciudad de Santa Fe de la gobernación de Buenos Aires, que formaba parte del incipiente Virreinato del Río de la Plata.

## Matrimonio y descendencia
El hidalgo Joaquín Maciel de Lacoizqueta se había casado en 1750 con Isidora Antonia Fernández de Valdivieso Arbizu y Herrera Cabrera (n. Córdoba del Tucumán, Virreinato del Perú, 1726), radicada con sus padres y hermanos en la ciudad de Santiago de Chile desde 1729. Era hija de Silvestre Fernández de Valdivieso y de su esposa Jerónima Rosa de Herrera y Cabrera, nieta materna de Juana Isabel de Cabrera y Navarrete (n. Córdoba, e/ mayo y junio de 1671), propietaria de las estancias-tambo de Río Cuarto y de San Bernardo, y de su esposo Pedro de Herrera Velasco y Reyna Salguero, y bisnieta materna por vía femenina del maestre de campo José de Cabrera y Velasco y de su esposa y prima segunda Antonia de Navarrete y Velasco.
Por lo tanto Isidora Fernández de Valdivieso era una descendiente de los gobernantes hispanoamericanos Juan de Garay, de Hernandarias de Saavedra, de Jerónimo Luis de Cabrera, de Diego de Villarroel, y de Juan Ramírez de Velasco, además de Gonzalo Martel de la Puente y Guzmán, XII señor de Almonaster, quien fuera regidor de Panamá, capitán general de Tierra Firme y teniente general del Perú, unido en matrimonio con Francisca Lasso de Mendoza y Gutiérrez de los Ríos que era una hija de Diego Gutiérrez de los Ríos y Aguayo, I señor de La Moyana desde 1551, teniente de gobernador de Panamá y gobernador del corregimiento de Potosí, y de su esposa Beatriz Lasso de Mendoza Luna y Saavedra, una miembro de la Casa del Infantado, y además Francisca era una sobrina paterna de Pedro Gutiérrez de los Ríos y Aguayo, licenciado en leyes hacia 1516, III señor de Las Ascalonias hacia 1524 y segundo gobernador de Castilla de Oro desde 1526 hasta 1529.
Fruto del enlace entre Joaquín Maciel e Isidora Fernández de Valdivieso hubo nueve hijos:
- Rosa Maciel y Valdivieso[15] (n. Santiago de Chile,[11] ca. 1751) casada en Santa Fe el 8 de febrero de 1780[4] con su primo, el capitán Juan Francisco de Echagüe y Andía Maciel[4][15] (n. Santa Fe, 16 de junio de 1759),[4] un hijo de Melchor de Echagüe y Andía y de su esposa María Isabel Maciel y Lacoizqueta.[16]
- Rafaela Maciel (n. ib., ca. 1752).[11]
- Juan Manuel Maciel (ib., 1753-ib., 1801) quien fuera el tesorero general de Chile.[17]
- Pedro Antonio Maciel (n. Santa Fe, 5 de septiembre de 1756).[11]
- María Antonia Maciel (n. ib., 17 de enero de 1758) en nupcias con su tío Domingo Maciel y Lacoizqueta.[11]
- José Joaquín Maciel (n. 17 de junio de 1759).[11]
- María Dolores Maciel[2][18] (n. Santa Fe,[2] 29 de septiembre de 1760)[2][18] casada con el hispano-andaluz Manuel de Alfaro y Mesa[18] que serían padres de Fernando Alfaro Maciel.[2][19]
- María Juana Maciel[2][9][20][21] (Santa Fe, ca. 1762-Buenos Aires, 1.º de octubre de 1806)[9][20][21] que se unió en matrimonio en Buenos Aires el 11 de agosto de 1788[9] con el sobrino segundo del marqués-virrey rioplatense,[9][21] el hispano-asturiano y cabildante bonaerense Augusto Nicolás del Campo[2][9][21] (Villaviciosa, España, ca. 1758-Buenos Aires, 16 de abril de 1822),[9][21] que había pasado a la América española como recaudador de diezmos del virreinato rioplatense y luego fuera promovido por su tío homónimo como su «capitán de guardias» hasta 1788.[9] Fruto de este enlace nacieron por lo menos seis hijos: Nicolás Dámaso,[22] el teniente coronel Juan Estanislao del Campo,[2][21][22] Clara Tiburcia[22] que se casó con Antonio de Ureta Rojas,[22] Juana María del Campo[20][22] que se matrimonió con el doctor Miguel Mariano de Villegas, Epitacio del Campo Maciel que se enlazó con la viuda Luisa Molina y López de Velasco,[22] y por último, Juan Nepomuceno del Campo que falleció con su madre al nacer.[21]
- María Isabel Maciel y Valdivieso[16] (n. ca. 1764) la cual se la suele confundir con su tía homónima.